# San José Tepoxtla
San José Tepoxtla är en ort i Mexiko.   Den ligger i kommunen Yauhquemehcan och delstaten Tlaxcala, i den sydöstra delen av landet, 100 km öster om huvudstaden Mexico City. San José Tepoxtla ligger 2 411 meter över havet och antalet invånare är 638.
Terrängen runt San José Tepoxtla är platt norrut, men söderut är den kuperad. Runt San José Tepoxtla är det mycket tätbefolkat, med 1 177 invånare per kvadratkilometer. Närmaste större samhälle är Tlaxcala de Xicohtencatl, 8,3 km sydväst om San José Tepoxtla. Omgivningarna runt San José Tepoxtla är en mosaik av jordbruksmark och naturlig växtlighet.